# Estelle Asmodelle
Estelle Asmodelle, anteriormente conocida como Estelle Maria Croot, (Bowral, 22 de abril de 1964) es una polímata, modelo, actriz, bailarina de danza del vientre, música, activista, artista abstracta y física australiana. Se convirtió en la primera persona trans legalmente reconocida de Australia registrada en el Departamento de Nacimientos, Defunciones y Matrimonios de Nueva Gales del Sur. En 1986, se convirtió en la primera chica pin-up de Australia con cambio de sexo y también la persona transgénero más fotografiada de Australia. Fue una figura controvertida en la década de 1980 y objeto de muchas publicaciones.

## Trayectoria
Asmodelle fue la primogénita de Silvia y Barry Croot. La familia paterna era letona y la materna inglesa. Tiene una hermana llamada Belinda. Asmodelle creció en la pequeña ciudad de Berrima en las Tierras altas del Sur de Nueva Gales del Sur. Inició su formación académica en la Escuela Primaria de San Pablo en Moss Vale y después en el Colegio Chevalier en Bowral. En la escuela, era considerada una superdotada en ciencias y arte y a menudo ganaba premios escolares. Al final del noveno curso, contrajo una meningitis mientras estaba de vacaciones en Narooma que la mantuvo en coma durante tres semanas, en silla de ruedas durante tres meses y de la que se estuvo recuperando en un hospital para convalecientes durante nueve meses. Para asombro de los médicos, se curó completamente de la infección. Al año siguiente, se matriculó en el instituto de Moss Vale en el décimo curso. Obtuvo un buen resultado en la prueba de cociente intelectual del Consejo de Educación de Nueva Gales del Sur. Se le realizaron varias pruebas de CI adicionales, de las que nunca se reveló el resultado. Al salir de la escuela, trabajó en una oficina de reclutamiento y en el comercio minorista antes de trasladarse a Sídney para trabajar en Beverly Hills, en The Hermitage, el restaurante de su madre. Al cabo de unos meses, se trasladó a la costa sur de Nueva Gales del Sur para asistir a la Universidad de Wollongong. Estudió dos carreras al mismo tiempo, la primera de ellas una licenciatura en física teórica y la segunda en matemáticas (ciencias de la computación). Los fines de semana también tocaba la batería en un grupo que actuaba en algunos locales alternativos de la escena musical independiente de Sídney. En la universidad, experimentó transfobia por parte de miembros del personal académico. Fue una época devastadora para ella, ya que su sueño de estudiar y tal vez hacer carrera en el mundo académico parecía roto. La discriminación la llevó a dejar la universidad para centrarse en el arte y la música. Se hizo bailarina creyendo que la danza era la verdadera síntesis artística del arte y la música.
Tras abandonar la Universidad de Wollongong, trabajó brevemente como asistente de fotografía mientras recibía clases de danza en la Compañía de Danza de Sídney y también de un instructor de danza egipcia. Seis semanas después de empezar las clases de danza del vientre, consiguió trabajo como bailarina.
Posteriormente, realizó muchos espectáculos tanto en Australia como en Asia, donde estuvo de gira por Singapur, Malasia Oriental y peninsular, Tailandia, Taiwán y Japón. Habitualmente actuaba en espectáculos de variedades como Esma Duo, Paris by Night, Las Vegas Under Lights y Les Girls. Durante el tiempo que estuvo bailando, también consiguió trabajo a tiempo parcial como modelo. A su regreso a Australia trabajó dando espectáculos de danza del vientre en solitario. Estando de gira como bailarina por países asiáticos, se tuvo que enfrentar a muchas dificultades legales, especialmente en Singapur donde fue puesta bajo arresto domiciliario durante su estancia en el país porque en su pasaporte figuraba la M de hombre (male). Debido a que tuvo graves problemas con varios funcionarios de aduanas, se propuso cambiar las leyes australianas. En aquella época, la política del Departamento de Asuntos Exteriores y Comercio de Australia era denegar los pasaportes con la designación de género F a las mujeres transexuales, incluso si se habían sometido a una cirugía de reasignación de sexo. Envió cartas y peticiones al Departamento del fiscal general del Gobierno de Australia y finalmente recibió la confirmación de que sus peticiones habían sido atendidas. Otras personas también habían presionado al gobierno de Nueva Gales del Sur para que modificara las partidas de nacimiento, sin embargo, ella había escrito tantas veces al fiscal general de Nueva Gales del Sur que, en 1987, la llamaron y la invitaron a ser la primera persona en modificar su partida de nacimiento. Esta modificación la convirtió en la primera persona trans legalmente reconocida en Australia. Meses más tarde, como resultado de esta acción, se le permitió también modificar la designación de sexo del pasaporte. Un año más tarde, presionó para que se modificaran las leyes contra la discriminación y también para que los comités de ética de los hospitales estatales permitieran la investigación de los embarazos ectópicos de las mujeres que habían cambiado de sexo.
Ha aparecido en un gran número de artículos de periódicos y revistas, como Truth (14 de diciembre de 1985), The Sun Herald (12 de enero de 1986), Mercury (20 de enero de 1986 y 10 de octubre de 1987), Sydney Morning Herald (14 de febrero de 1983 y 8 de mayo de 1986), The Sunday Times (10 de mayo de 1986), Daily Mirror (9 y 13 de octubre de 1987), The Highlands Post (10 de enero de 1986 y 21 de octubre de 1987), Cleo (mayo de 1987), People (noviembre de 1985 y 1993), Post (diciembre de 1988 y septiembre de 1992), Penthouse Forum (1986 y 1991), New Idea (marzo de 1986), She (julio de 1996), New Woman (junio de 1992 y 1998), Naughty Sydney (portada - noviembre de 1991), Tomadachi (junio de 1991), Wellbeing (mayo de 1989 y 1993) o Nature & Health (noviembre de 1997). También ha estado presente en periódicos griegos, de Reino Unido y de Estados Unidos.
Ha realizado más de 100 entrevistas radiofónicas y decenas de apariciones en programas televisivos en Australia y Japón, como Where Are They Now? (Canal 7), Sex/Life (Canal 10 TEN), Midday Show with Kerri Anne (Canal 9), World View (NHK Japón), Beat Takeashi (NHK Japón), Good Morning Australia (Canal 10), Day by Day (Canal 9), Vox Populi (SBS), A Current Affair (Canal 10), Midday Show with Ray Martin (Canal 9) y Terry Willisee Tonight (Canal 9).
Siempre ha apoyado a otras personas trans que han hecho pública su transición. En 2015, ofreció su apoyo a Caitlyn Jenner cuando salió del armario como trans.
Debido a su presencia en los medios de comunicación, se convirtió en un personaje muy popular en Australia, pero decidió vivir en Japón durante un periodo de cuatro años y medio, entre 1988 y 1992, trabajando como modelo. Al aparecer desnuda en Australian Playgirl, se convirtió en "la primera pin-up transexual de Australia" puesto que fue la primera vez que una mujer trans aparecía desnuda en una revista de gran tirada en Australia. Asmodelle fue el rostro de la Agencia Supermodel en Australia y su portavoz y modelo principal entre 1996 y 2000.
En Japón, debutó en el cine con un papel breve en una película de 1989, del director japonés Yoshimitsu Morita, titulada 24 Hour Playboy (Ai to heisei no iro - Otoko). La película se realizó para el mercado local japonés y nunca salió de Japón. A su regreso a Australia, su siguiente película fue The Enchanted Dance (1996), un documental sobre la auténtica danza del vientre escrito, dirigido e interpretado por ella. Se hizo para el mercado internacional en vídeo, pero no se editó en DVD. Ha sido clasificada por la base de datos de películas de Internet IMDb en el número 22 de los 70 transexuales más famosos.
Mientras modelaba en Japón, también trabajó como consultora técnica para varias grandes empresas tecnológicas japonesas como Mitsubishi, Nachi-Fujikoshi, NSK y Nippon Seiko K.K. Fue el comienzo de un cambio de carrera que le hizo volver a la vida académica. Durante ese tiempo, desarrolló varias patentes de nuevas tecnologías con el nombre de Croot y de Asmodelle.
A su regreso a Australia, continuó con su trabajo de consultora técnica junto con el de modelaje y pintura. En 1998, creó su propia empresa de Internet, Ellenet Pty. Ltd. aprovechando su experiencia en informática. Según los medios de comunicación, se ha convertido en una especie de empresaria de Internet y sigue teniendo una importante presencia en la red. En 2016, Ellenet Pty. Ltd. fue vendida a Sandgate Solutions en Australia por una suma no revelada. En el año 2000, vivió y ejerció de modelo en Los Ángeles mientras cursaba un diploma de interpretación en el Lena Harris Studio.
En 2008, volvió al mundo académico para cursar estudios de astronomía en la Universidad de Lancashire Central.
A finales de 2011, como resultado de sus artículos en la revista Cosmos, varias sociedades astronómicas le pidieron que hiciera presentaciones sobre astronomía y cosmología. Desde entonces, ha realizado presentaciones sobre áreas como Cosmología y el papel de la Teoría General de la Relatividad, GAIA: el amanecer de la astrometría de microarcosegundos de alta precisión y Agua en la luna. Algunas de las sociedades en cuestión son la Sociedad Astronómica de Newcastle (NAS), la Sociedad Astronómica Sutherland y la Sociedad Astronómica de Nueva Gales del Sur.
En mayo de 2013, el Express Advocate publicó un artículo suyo sobre una introducción a la cosmología mientras ella dirigía el Central Coast Community College en el campus de Ourimbah de la Universidad de Newcastle, en la costa central de Nueva Gales del Sur. Dirige su propio blog de astronomía y cosmología, Relative Cosmos.
En 2017, completó un grado en la Universidad de Central Lancashire a través de su portal Study Astronomy, licenciándose con honores en astronomía. La universidad ha reconocido su esfuerzo durante los 8 años de estudio.
En enero de 2018, comenzó un doctorado, con una beca completa en el Centre for Quantum Computation & Communication Technology, School of Mathematics and Physics de la Universidad de Queensland, trabajando en el campo de la mecánica cuántica y la relatividad, que finalmente, suspendió en 2020. Aunque tiene previsto comenzar un segundo doctorado en la Universidad de Sídney y el Centro del Tiempo en 2022.

## Pintura
Comenzó a pintar piezas abstractas desde su infancia y, mientras estaba en la Universidad de Wollongong, comenzó a crear grandes lienzos. Su primera exposición individual tuvo lugar en la Galería de Arte Regional de Wollongong (ahora llamada Galería de la Ciudad de Wollongong). Durante su variada carrera, continuó pintando y exponiendo y mientras vivía en Japón también expuso en el Museo de Arte Metropolitano de Tokio como parte de la Exposición Internacional de la Amistad de la UNESCO en 1991. También puso en marcha la Exposición Tokyo Eki (estación de tren), exponiendo y vendiendo sus obras en las estaciones de tren de Shinjuku, Ikebukuro y Tokio como exposición permanente, al tiempo que contribuía a las exposiciones colectivas en las galerías de arte de Tokio en Ginza, Shibuya y Ueno.
En el año 2000 se trasladó a Los Ángeles y participó en numerosas exposiciones colectivas y vendió muchas obras en lienzo de mayor tamaño. Unos años más tarde regresó a Sídney después de vivir y trabajar en el extranjero durante 9 años, pero siguió exponiendo en Los Ángeles, en particular como colaborador habitual en el Los Angeles Center For Digital Art LACDA.
A partir de 2008 empezó a exponer en solitario en Sídney, sobre todo en la First Draft Gallery, la Global Gallery y la Gigi Gallery, entre otras. También realizó exposiciones individuales en ciudades del interior de Nueva Gales del Sur, desde Berrima hasta Scone. Durante este periodo también creó obras digitales junto con obras físicas en lienzo. Desde 2010 ha seguido mostrando y vendiendo obras a través de exposiciones colectivas, incluyendo exposiciones con el Grupo de Artistas de Redfern, del que es miembro. Muchas de sus obras en lienzos abstractos de gran tamaño residen en colecciones privadas de Japón, Estados Unidos, Inglaterra, Alemania, Francia y Australia. Aunque la mayor parte de suss lienzos se ha vendido a particulares, muchas empresas de Japón y EE. UU. también han comprado obras. Su obra se ha expuesto en Tokio, Los Ángeles, Melbourne, Sídney y la región de Nueva Gales del Sur.
Ha seguido pintando a lo largo de su variada carrera y sus actividades suelen tener una considerable difusión. The Art Blog publicó un artículo en 2016 sobre su arte abstracto.
Tiene un perfil en el portal de arte Bluethumb y se encuentra entre los 10 artistas más vendidos en Bluethumb. Está representada en Art Lovers Australia y es una de las artistas más vendidas a través de ese portal. A medida que pasa el tiempo, el arte de Asmodelle alcanza mayor atención. Ha obtenido varios premios y ha sido objeto de varios artículos.

## Obra

### Publicaciones
- 2010 - Transciencie, lulu.com, ISBN 978-1446150467. Libro de arte con una colección de obras sobre lienzo creadas a lo largo de un periodo de 20 años, ordenado temáticamente.[52]

- 2013 - Cosmology - the Ultimate Introduction
- 2021 - Anaesthetic Dream - an autobiography. Autobiografía novelada cuya fecha prevista de publicación mundial es noviembre de 2021.[53]

En su perfil de Art Finder, anunció el lanzamiento en 2021 un segundo libro, titulado Aesthetic in Abstraction que es otro libro sobre su arte abstracto consistente en una retrospectiva de obras más recientes en lienzo a gran escala.
También ha escrito cuatro guiones, que no han sido seleccionados.
- Edge of Fear
- Finding Jewel
- I Love Sushi
- Pleasure Girl

El guion Pleasure Girl ha obtenido buenos resultados en los festivales de cine. Ganador del premio en su categoría (Guion (Ciencia Ficción)) en el Festival de Cine y Guiones de Los Ángeles 2018. Ganador del premio en su categoría (Guion (Ciencia Ficción)) en el Premio al Mejor Guión de Londres, Inglaterra 2020 (24 de noviembre de 2020), Selección oficial en el Tokyo Lift-Off Film Festival 2020 (31 de mayo de 2020) y también Selección oficial en Miami International Science Fiction Film Festival (MiSciFi) 2021 (26 de febrero de 2021).
Ha publicado varios artículos sobre astrofísica y relatividad en la Journal of the Institute of Science and Technology de Reino Unido. Entre finales de 2010 y mediados de 2011 se incorporó a tiempo parcial a la plantilla de Cosmos como redactora científica en el ámbito de la física y el espacio y publicó seis artículos. En 2015 publicó dos artículos sobre Einstein en el Asian Journal of Physics 2015: An Einstein Anniversary Edition. Tiene otros artículos publicados en Google Scholar.

### Composiciones musicales
En su carrera musical se la conoce con el nombre de Asmodelle y tiene composiciones de música electrónica desde 2005.
- 2009 – Electronic Mischief
- 2010 – Transelectric
- 2010 – Dark Universe
- 2012 – Asmelectrix
- 2013 – Grooveatropolis Vol I, lanzado a través de Mondo Tunes en todo el mundo: Asmodelle en Mondo Tunes.[69]
- 2013 – Electronic Mischief II
- 2014 – Near Earth Landscape
- 2015 – Dark Universe II
- 2015 – Monotonic Meditations
- 2015 – Improvera - Quite Moments
- 2016 – Grooveatropolis Vol II - The Melodies

A principios de 2011, firmó con un importante sello de distribución musical, Blue Pie Records como artista destacada pero a principios de 2013 se pasó a la distribución de Mondotunes.
Es una artista destacada de la emisora digital Triple J Unearthed, perteneciente a la emisora de radio australiana Triple J.
Numerosas revistas musicales publican sus CDs y a menudo escriben reseñas, como Evil Sponge, Vents Magazine y Urban Mainstream Magazine.

## Filmografía
- 1989 – Ai to heisei no iro – Otoko (24 Hour Playboy)[74]
- 1992 – Secret Fantasies
- 1994 – The Enchanted Dance
- 2010 – Sleep Tight
- 2012 – The Edge of Fear
- 2013 – Pleasure Girl

## Reconocimientos

### Premios de arte
Los más recientes son:
- 2017 - Pride Art Australia (Ganador).[75]
- 2018 - Artavita International (Ganador).[76]
- 2019 - Artavita International (Ganador).[76]
- 2020 - Allied Artists of America 107.ª exposición anual (Seleccionado).[75]
- 2020 - Bougie Art Gallery "Abstract Art Today 2020" (Seleccionado).[75]
- 2020 - Envision Arts Abstraction: A Contemporary Collective (Seleccionado).[75]
- 2020 - Art Limited (Ganador).[75]
- 2020 - Grey Cube Gallery "Colors 2020" (Mención de honor).[75]
- 2020 - J. Mane Gallery "Abstracts Art" (Mención de honor).[77]
- 2021 - Art Show International "Abstract" 2021 art prize (Premio al mérito).[78]

### Premios de música
- 2012 - Su vídeo musical fue premiado en los Australian Independent Music Video Awards, en la categoría Mejor video musical instrumental, por el tema  Hybrid[79] del álbum Asmelectrix.[80]
- 2015 - Medalla de bronce en los Global Music Awards con el álbum Grooveatropolis Vol I.[81]
- 2015 - Alcanzó el número 1 del mundo como artista de música electrónica en la plataforma Reverbnation.[82]
- 2016 - Medalla de bronce en los Global Music Awards con el álbum Improvera - Quite Moments, improvisación contemporánea de piano minimalista.[83]
- 2016 - Finalista en los Australian Independent Music Awards.[84]

Asociaciones y sociedades
- Miembro del Australian Institute of Physics.
- Miembro estudiante del  Institute of Physics (Reino Unido).
- Miembro de pleno derecho de la Sociedad Astronómica de Newcastle.
- Miembro afiliado del Instituto Minkowski.
- En junio de 2012, se convirtió en miembro de la Australian Society for General Relativity & Gravitation (ASGRG).
- En mayo de 2013 también se convirtió en miembro de la Society on General Relativity and Gravitation (ISGRG).
- A principios de 2013 fue invitada a convertirse en miembro del Institute of Science and Technology (UK) FIST.
- El autor John Gribbin ha reconocido sus esfuerzos con la validación de las fuentes de Einstein.[85] Otros autores también han citado su trabajo.[86]